# Ualabi àgil
El ualabi àgil (Notamacropus agilis) és una espècie de ualabi que viu al nord d'Austràlia i Nova Guinea. És el ualabi més comú al nord d'Austràlia. És d'un color sorrenc que és més pàl·lid a la part inferior. És un animal sociable que s'alimenta d'herbes i altres plantes.